# Gose (stad)
Gose (御所市, Gose-shi) is een stad in de prefectuur Nara op het Japanse eiland Honshu. De stad heeft een oppervlakte van 60,58km² en 31.097 inwoners (2008).

## Geschiedenis
Gose werd een stad (shi) op 31 maart 1958 na samenvoeging van vier gemeentes.

## Bezienswaardigheden
- Kamotsuwa tempel (Shintoïsme),
- Kamoyamaguchi tempel (Shintoïsme),
- Takakamo tempel (Shintoïsme),
- Katsuragi Hitokotonushi tempel (Shintoïsme),
- de berg Yamato-Katsuragi (959,2 m).

## Verkeer
Gose ligt aan de Wakayama-lijn van de West Japan Railway Company en aan de Gose-lijn en de Yoshino-lijn van Kintetsu (近畿日本鉄道株式会社, Kinki Nippon Tetsudō).
Gose ligt aan de volgende autowegen :
- Autoweg 24 (richting Kyoto en Wakayama)
- Autoweg 168 (richting Hirakata in de prefectuur Osaka en richting Shingū)
- Autoweg 309